# Exarcado Ucraniano

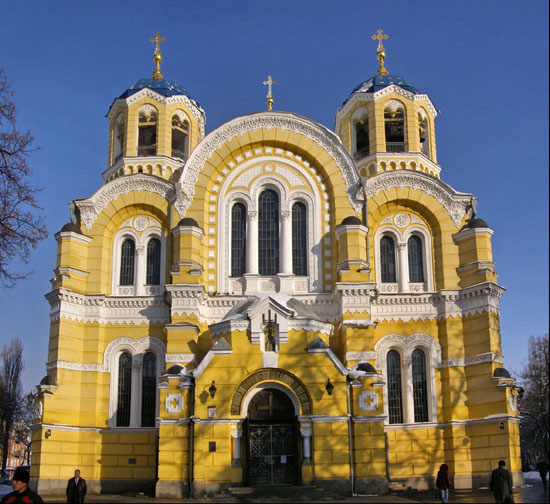
Catedral de São Vladimir em Kiev

O Exarcado Ucraniano (russo: Украинский экзархат; ucraniano: Український екзархат) foi uma unidade administrativa e eclesiástica do Patriarcado de Moscou no território da RSS da Ucrânia. O Exarcado Ucraniano foi estabelecido pelo Patriarca Ticônio em 1921 e existiu até 27 de outubro de 1990, quando o Concílio Episcopal da Igreja Ortodoxa Russa o aboliu e criou uma Igreja Ortodoxa Ucraniana com amplos direitos de autonomia.

## História

### Igreja Ortodoxa na Ucrânia (1918-1921)
Em 7 de janeiro de 1918, em Kiev, com a bênção do Patriarca Ticônio de Moscou e Toda Rússia, o Conselho da Igreja de Toda a Ucrânia foi convocado sob a presidência do Bispo Pimen (Pegov). Por maioria de votos (150 contra 60) a ideia da autocefalia da Igreja Ortodoxa na Ucrânia foi rejeitada.
De 2 de janeiro a 7 de abril de 1918, a segunda sessão do Conselho de Toda a Rússia foi realizada em Moscou, onde, em particular, foram adotados os "Regulamentos sobre a Administração Suprema Provisória da Igreja Ortodoxa na Ucrânia". A definição do Conselho de Toda a Rússia sobre esta questão afirmava que a partir de agora, a partir das dioceses do Estado ucraniano, está sendo criada uma região eclesiástica "com vantagens especiais com base na autonomia". Em relação a esta área, os documentos de 1918 utilizam o termo “Igreja Ortodoxa na Ucrânia” ou “Igreja Ucraniana”.
A autonomia da Igreja ucraniana se estendia aos assuntos da Igreja local: administrativo, missionário, caritativo, monástico, econômico, judicial nas instâncias relevantes, casamento, mas não se estendia a assuntos de importância geral da Igreja. O Conselho da Igreja Ucraniana, convocado pelo menos uma vez a cada três anos, tornou-se o órgão máximo do "poder legislativo, governamental e judicial da Igreja" na Ucrânia. O Concílio incluiu todos os bispos governantes e vigários da Ucrânia, bem como representantes do clero e os leigos. No período entre os Concílios, o órgão executivo do Concílio era o Santo Sínodo de todos os bispos governantes das dioceses ucranianas e o Supremo Conselho da Igreja. As resoluções dos Conselhos da Igreja de Toda a Rússia, bem como as resoluções e ordens de Sua Santidade o Patriarca, eram obrigatórias para toda a Igreja Ucraniana. Sua Santidade o Patriarca recebeu autoridade para aprovar os metropolitas e bispos governantes das dioceses ucranianas.
Em 25 de janeiro de 1918, o Metropolita de Kiev e Galiza, Vladimir (Bogoiavlenski), foi brutalmente assassinado na Lavra de Kiev-Pechersk. Em maio, sob Hetman Skoropadski, o Metropolita Antônio (Khrapovitski) foi eleito para a cátedra de Kiev, mas já em dezembro de 1918 ele foi preso por ordem do Governo Petliura. No outono de 1919, o Metropolita Antônio, mais uma vez libertado, chegou novamente a Kiev por um curto período de tempo, que foi então ocupada pelo Exército de Denikin. No mesmo outono, devido à bem-sucedida ofensiva do Exército Vermelho, ele foi forçado a deixar os limites de sua metrópole. Em novembro de 1920, com os remanescentes do Exército de Wrangel, o metropolita Antônio finalmente deixou a Rússia e depois chefiou a Administração Superior da Igreja no Exterior, mantendo, no entanto, o título de Metropolita de Kiev e Galiza.

### Estabelecimento do Exarcado, Cismas e Perseguições (1921-1939)

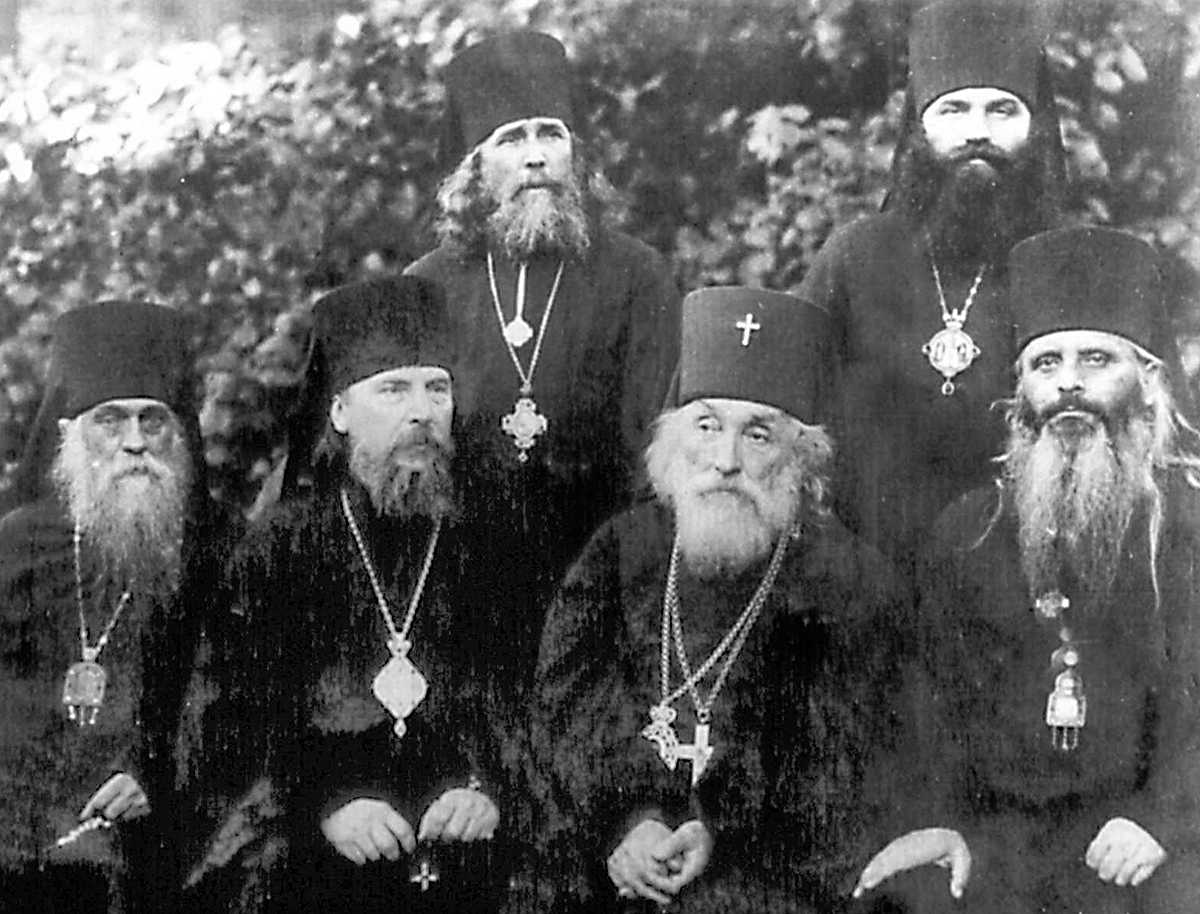
Bispos do Conselho dos Bispos de Kiev do Exarcado Ucraniano em 1926. Em pé: Filareto (Linchevski), Atanásio (Molchanovski). Sentados da esquerda para a direita: Sérgio (Kuminski), Dimitrii (Verbitski), Basílio (Bogdashevski) e George (Deliev).

Enquanto isso, devido às ações agressivas dos nacionalistas ucranianos, apoiados pelas autoridades soviéticas, o clima de conflito na vida da Metrópole de Kiev cresceu rapidamente desde o início da década de 1920. Nessas condições, a presença em Kiev de um metropolita ortodoxo canônico era necessário. Além disso, era necessário um hierarca, que tivesse autoridade especial, que pudesse acalmar a agitação entre os ortodoxos na Ucrânia. O problema, no entanto, era que, mesmo que um dos metropolitas quisesse e pudesse ocupar a Sé de Kiev, o Patriarca Ticônio ainda não tinha o poder para decidir sobre a nomeação do Metropolita de Kiev. A Cátedra metropolitana de Kiev deveria ser substituída por meio de eleições no Conselho de Toda a Ucrânia. De acordo com a "Determinação do Santo Concílio da Igreja Ortodoxa Russa sobre o projeto de Regulamento sobre a administração suprema provisória da Igreja Ortodoxa na Ucrânia em 7 (20 de setembro) de 1918", o Patriarca tinha o direito apenas de aprovar o Metropolita de Kiev.
No verão de 1921, o Patriarca Ticônio encontrou a seguinte saída para uma situação tão difícil: ele enviou o Arcebispo Miguel (Yermakov) de Grodno como seu Exarca, elevando-o a Metropolita, para que ele liderasse a hierarquia ortodoxa na Ucrânia, mas deixando-o como bispo governante da diocese de Grodno. Metropolita Antônio (Khrapovitski) continuou a usar o título de "Metropolitano de Kiev e Galiza". O próprio metropolita Miguel, sobre sua nomeação para Kiev durante um interrogatório em novembro de 1925, explicou: “Fui nomeado pelo patriarca não como metropolita, mas como administrador temporário da metrópole de Kiev e exarca da Ucrânia”.
Em outubro do mesmo ano, foi realizado em Kiev um Concílio, do clero, que era a favor da autocefalia, e dos leigos, que estavam insatisfeitos com o status do Exarcado da Igreja Ortodoxa Russa. A não-canônica Igreja Ortodoxa Autocéfala Ucraniana foi proclamada no concílio. Na Catedral de Santa Sofia, um padre casado, Basílio Lipkovski, foi consagrado bispo pela imposição das mãos de padres e até leigos. Esta "consagração", como a hierarquia subsequente da Igreja Ortodoxa Autocéfala Ucraniana, não foi reconhecida em nenhum lugar do mundo ortodoxo. Na emigração, o bispo desta jurisdição, João Teodorovich, foi aceito após uma nova ordenação, realizada de maneira canônica pelos bispos. Mais tarde, vários "cânones da Igreja Ortodoxa Autocéfala Ucraniana" foram adotados, muitos dos quais contradiziam completamente a lei canônica ortodoxa e até mesmo o dogma. A organização recebeu o nome "Lipkovtsi", ou "Auto-ordenados". Com a ajuda das autoridades soviéticas até meados da década de 1920, a Igreja Ortodoxa Autocéfala Ucraniana possuía um quinto de todas as paróquias ortodoxas da Ucrânia.
Em 1922, com a assistência ativa das autoridades, surgiu um cisma renovacionista, que levou à ruptura completa na administração da Igreja. Este movimento se estende ao território da Ucrânia. Em 1923, os renovacionistas ucranianos receberam autocefalia da Administração Superior Renovada da Igreja em Moscou.
No inverno de 1925-1926, os Arcebispos Boris (Shipulin) e Onúfrio (Gagaliuk), os Bispos Constantino (Diakov), Macário (Karmazin), Estevão (Adriashenko) e Antônio (Pankeev), o Secretário interino, estavam em Kharkov. Os Bispos Basilio (Zelentsov), Filareto (Linchevski), Sérgio (Kuminski), o Arcebispo Averki (Kedrov), os Bispos Máximo (Ruberovsky) e Leôncio (Matusevich) estavam em constante contato com eles. Esses bispos influenciaram muito a vida da Igreja na Ucrânia. Durante o outono de 1926 houve discussão sobre a necessidade de ordenar secretamente novos bispos, como em 1923. Tanto a eleição como a consagração foram realizadas secretamente, sem notificação prévia das autoridades.
Como alguns bispos foram presos e expulsos, seus lugares foram ocupados por outros, cada um dos quais ministrando a uma determinada região e aos grupos conspiradores que ali existiam. Assim, o Bispo Constantino (Diakov) estava encarregado da região de Kharkiv, o Arcebispo Boris (Shipulin), os Bispos Teodósio (Vashchinski), Varlaam (Kozulia) e o Padre de Olgopol, Policarpo Gulevich (mais tarde Hieromártir Porfírio, Bispo de Simferopol e Crimeia), a Podolia, Bispos Macário (Karmazin) e Antônio (Pankeev), a região de Dnepropetrovsk, Bispos Damasquinos (Tsedrik) e Estevão (Protsenko), a região de Chernihiv.
Paralelamente, alastrava-se uma onda de repressões contra a religião em geral, atingindo seu clímax em 1937-1938. O Exarca ucraniano, Metropolita Constantino (Diakov), foi espancado até a morte durante interrogatório por investigadores que tinham acabado de comemorar o 20º aniversário da "Grande Revolução de Outubro".
No outono de 1939, havia apenas cerca de 100 igrejas em funcionamento e 4 bispos “registrados” (isto é, aqueles que tinham o direito de realizar serviços divinos) no território da URSS; na RSS Ucraniana (sem Galícia e Volínia) não havia um único bispo (exceto o supranumerário Dimitri (Abashidze)).
Como resultado de numerosos cismas na Igreja, ativamente apoiados pelas autoridades soviéticas, e depois da perseguição brutal da década de 1930, a Igreja na Ucrânia, bem como em todo o território da União Soviética, viu-se à beira da sobrevivência. Nessas condições, a gestão das dioceses na Ucrânia foi organizada com base no Exarcado, embora até 1990 não houvesse documentos normativos que estipulassem claramente o conteúdo canônico desse termo na Igreja Ortodoxa Russa.

### Período da Segunda Guerra Mundial (1939–1945)
Após a anexação da Ucrânia Ocidental à URSS, encontravam-se na região vários bispos da Igreja Ortodoxa Polonesa autocéfala, cujo Primaz, o Metropolita Dionísio (Waledinski) de Varsóvia, estava no território da "antiga Polônia" ocupada pelos alemães. Ao Patriarcado de Moscou é dada a tarefa de organizar urgentemente uma “reunificação” do episcopado ortodoxo com ele. Para isso, foi criado o Exarcado das regiões ocidentais da Bielorrússia e da Ucrânia com seu centro na cidade de Lutsk. Vários bispos foram ordenados para as dioceses da Ucrânia Ocidental. No final de 1940, o Metropolita Nicolau (Yarushevich) foi enviado a Lutsk como Exarca. Três semanas após o ataque alemão à URSS, ele foi nomeado para a Sé de Kiev (nominalmente, desde que foi evacuado). O mais antigo dos bispos remanescentes na Ucrânia Ocidental, o Arcebispo Alexi (Hromadski) de Volínia, que em 1940 passou para a jurisdição da Igreja Ortodoxa Russa, cuidou do renascimento da vida da Igreja em toda a Ucrânia (sob as condições de sua ocupação).
Em 1941, com o início do avanço das tropas alemãs no território da Ucrânia, intensificou-se também a atividade do episcopado da Igreja Ortodoxa Polonesa. O Primaz da Igreja Ortodoxa autocéfala na antiga Polônia (que era o nome da Igreja polonesa após a ocupação da Polônia pela Alemanha) Metropolita Dionísio (Valedinski) nomeia o Arcebispo de Volínia (ex-vigário de Lutsk, Policarpo (Sikorski) "Administrador da Igreja Ortodoxa Autocéfala nas terras libertadas da Ucrânia" e abençoa várias consagrações episcopais para a Ucrânia. O nome "Igreja Ortodoxa Autocéfala Ucraniana" para esta jurisdição provavelmente veio mais tarde; inicialmente se considerava parte da Igreja Ortodoxa Polonesa autocéfala, que consistia predominantemente de ucranianos. Em todo caso, a hierarquia desta Igreja era canônica, e não reconhecia a Igreja Ortodoxa Autocéfala Ucraniana de Lipkovski, embora os ex-sacerdotes de Lipkovski fossem ativamente aceitos através do arrependimento.
Em 18 de agosto de 1941, a Igreja Ortodoxa Autônoma Ucraniana foi criada nas terras ocupadas pelos alemães na Ucrânia, chefiada pelo Arcebispo Alexi (Gromadski) de Volínia. A Igreja Ortodoxa Autônoma Ucraniana reconheceu a subordinação canônica do Patriarcado de Moscou. Em 25 de novembro de 1941, em uma reunião episcopal regular em Pochaev, o Arcebispo Alexi (Gromadski) foi eleito Exarca da Ucrânia e elevado a Metropolita.
Assim, durante a guerra, Igrejas autônomas e autocéfalas operaram em paralelo no território da Ucrânia. Gradualmente, a administração alemã preferiu uma Igreja autônoma, pois os autocefalistas apoiaram os nacionalistas ucranianos. O arcebispo Alexi (Gromadski) foi morto por nacionalistas durante um ataque a uma coluna alemã, o que interrompeu as negociações sobre a unificação das duas jurisdições.
Em 1942, a liderança soviética começou a reconsiderar sua política religiosa. Várias igrejas são abertas, os primeiros padres são libertados dos campos. As consagrações episcopais estão sendo renovadas. O abrandamento das relações do Governo em relação à Igreja tornou-se especialmente evidente em 1943, quando o Exército Vermelho iniciou a libertação da Ucrânia e as repressões contra o clero e os crentes poderiam virar a população local contra o regime soviético. A liderança soviética ordenou prudentemente o registro de todas as igrejas realmente em operação (ou seja, recém-inauguradas) nos territórios libertados da ocupação. Parte dos bispos da Igreja Ortodoxa Autônoma Ucraniana (Veniamin (Novitski), Damasquinos (Maliuta), Simão (Ivanovski), Pancrácio (Gladkov)) foram imediatamente reprimidos.
Sob pressão das autoridades soviéticas, os Renovacionistas e os Greco-católicos começaram a retornar ao seio da Igreja Ortodoxa Russa. Em particular, o Bispo Sérgio (Larin) de Zvenigorod, que mais tarde ocupou várias cátedras no Exarcado Ucraniano, foi recebido por arrependimento. Em 1944, a maioria dos hierarcas da Igreja Ortodoxa Polonesa (Igreja Ortodoxa Autocéfala Ucraniana) deixa a Ucrânia, restando apenas o Metropolita Teófilo (Buldovski), que expressou o desejo de se transferir para a Igreja Ortodoxa Russa. Ele foi preso pelos serviços secretos soviéticos antes da reunificação e morreu pouco depois.

### Existência pós-guerra na União Soviética (1945–1990)
Em 1945, o Seminário Teológico de Odessa foi aberto.
Em 22 de outubro de 1945, a Diocese de Mukachevo-Pryashevsk da Igreja Ortodoxa Sérvia (sem Pryashev) tornou-se parte do Exarcado ucraniano.
De 8 a 9 de março de 1946, no Concílio de Lviv (Pseudo-Concílio do ponto de vista dos Greco-católicos), sob pressão das autoridades soviéticas, a reunificação da Igreja Greco-Católica (Uniata) com o Exarcado Ucraniano da Igreja Ortodoxa Russa foi anunciada. Em 5 de abril de 1946, o clero uniata em Pryashiv também decide se mudar para a Igreja Ortodoxa Russa. No mesmo ano, as últimas paróquias renovacionistas retornaram à Igreja Ortodoxa Russa. Naquela época, havia 10.500 igrejas ortodoxas no território da URSS.
Em 1948, a Igreja Ortodoxa Russa restaurou a comunhão eucarística e reconheceu a autocefalia da Igreja Ortodoxa Polonesa (concedida pelo Patriarca Gregório VII de Constantinopla em 1924), mas apenas na Polônia do pós-guerra. Em 1949, os greco-católicos transcarpáticos, sob pressão do governo soviético, também se mudaram para o Exarcado Ucraniano, e a união deixou de existir legalmente no território da Ucrânia.
Em 1958-1964, houve uma nova onda de perseguição à Igreja, o número de paróquias, mosteiros e seminários foi significativamente reduzido. Em 1961, sob o pretexto de restauração, a Lavra de Kiev-Pechersk foi fechada. Na Ucrânia, apenas um dos três seminários permaneceu , em Odessa, mas mesmo esse foi despejado do centro da cidade para a periferia.
Em 18 de julho de 1961, foram adotadas emendas à Constituição da Igreja Ortodoxa Russa, segundo a qual o reitor e o clero não podiam participar da gestão da paróquia. Todos os seus assuntos estavam nas mãos dos anciãos.
Em 14 de maio de 1966, Filareto (Denisenko), tornou-se o Exarca da Ucrânia, liderando o Exarcado Ucraniano até se tornar uma Igreja Ortodoxa Ucraniana autônoma.
Desde 1987, a política das autoridades em relação à Igreja começa a mudar. Em 1988, uma escola teológica foi aberta em Chernihiv, em 1989 um seminário teológico foi aberto em Kiev, e a vida monástica foi restaurada em Kiev-Pechersk Lavra.
De 6 a 9 de junho de 1988, no Conselho Local de Moscou canonizou, entre outros, São Paísio Velichkovski, um novo estatuto foi adotado, confirmando o status do Exarcado Ucraniano e dando-lhe o direito de ser chamado de "Igreja Ortodoxa Ucraniana".
O Conselho dos Bispos da Igreja Ortodoxa Russa, que funcionou em Moscou de 30 a 31 de janeiro de 1990, adotou o "Regulamento dos Exarcados do Patriarcado de Moscou", que foi incluído como um capítulo separado na Carta sobre a gestão da Igreja Ortodoxa Russa. Em virtude deste “Regulamento”, o Exarcado Ucraniano recebeu um segundo nome oficial: “Igreja Ortodoxa Ucraniana”. Também foi criado o Sínodo do Exarcado, que recebeu o mais alto "poder legislativo, executivo e judicial" dentro do Exarcado. O Sínodo do Exarcado recebeu o direito de eleger e recomendar ao Santo Sínodo da Igreja Ortodoxa Russa a candidatura do Exarca, bem como os bispos governantes e vigários das dioceses ucranianas. Assim, um passo importante foi dado para a restauração do autogoverno da Igreja Ortodoxa Ucraniana.
Já em 10 de julho de 1990, o Sínodo da Igreja Ortodoxa Ucraniana enviou um apelo a Sua Santidade o Patriarca Alexi, que continha um pedido para ampliar os direitos da Igreja Ucraniana. Em particular, foi proposto dar ao Sínodo da Igreja Ortodoxa Ucraniana o direito de estabelecer e abolir dioceses, nomear bispos governantes e vigários na Ucrânia. Também foi proposto dar ao episcopado da Igreja ucraniana o direito de eleger independentemente seu primaz, com a posterior aprovação desta eleição pelo Patriarca de Moscou e de toda a Rússia.
De 25 a 27 de outubro de 1990, o Concílio dos Bispos foi convocado em Moscou, no qual foi adotada a histórica Decisão sobre a Igreja Ortodoxa Ucraniana.
Em 2000, o Conselho dos Bispos da Igreja Ortodoxa Russa adotou um novo estatuto, que refletia o status especial da Igreja Ortodoxa Ucraniana. O parágrafo 17 do oitavo capítulo da Carta diz: “A Igreja Ortodoxa Ucraniana é autogovernada com direitos de ampla autonomia. Em sua vida e obra, ela é guiada pelo Tomos de 1990 do Patriarca de Moscou e toda a Rússia e a Carta da Igreja Ortodoxa Ucraniana, que é aprovada por seu Primaz e aprovada pelo Patriarca de Moscou e toda a Rússia”. O Conselho Local da Igreja Ortodoxa Russa em 2009 aprovou todas as decisões dos Conselhos Episcopais adotadas no período de 1990 a 2008.

## Episcopado
O episcopado do Exarcado Ucraniano ao longo de sua existência (1921-1990) incluiu até 190 bispos. A maioria deles serviu, além do próprio Exarcado Ucraniano, também nas dioceses da Igreja Ortodoxa Russa, e alguns na Igreja Ortodoxa Autônoma Ucraniana. Durante o período de perseguição da Igreja, muitos bispos sofreram por sua fé, alguns foram canonizados como santos - Hieromártires Constantino (Diakov), Alexandre (Petrovski), Tadeu (Uspenski) e outros. Todos os bispos que fizeram parte do episcopado do Exarcado em 27 de outubro de 1990 continuaram seu serviço hierárquico já na Igreja Ortodoxa Ucraniana que ganhou independência na gestão. Estes são, em particular, Bispos como Vladimir Sabodan, Agafângelo (Savvin), Irineu (Seredni), Joanício (Kobzev), Lázaro, Nicodemo (Rusnak).

## Exarcas
- Miguel (Ermakov) (1921-1929)
- Constantino (Diakov) (1929-1937)
  - Alexandre (Petrovski) (1937-1938) - Administrador temporário. Arcebispo de Kharkov.
- Nicolau (Yarushevich) (1941-1944)
- João (Sokolov) (1944-1964)
- Josafá (Leliukhin) (1964-1966)
  - Alípio (Khotovitski) (1966) - Administrador temporário. Arcebispo de Vinnitsa.
- Filareto (Denisenko) (1966-1990)

## Dioceses
As Dioceses do Exarcado Ucraniano mudaram repetidamente seus nomes e fronteiras ao longo de sua existência. Essas dioceses, como o Exarcado como um todo, eram as herdeiras diretas das respectivas dioceses da Igreja Ortodoxa Russa. Em 1918-1921 e nos territórios ocupados em 1941-1944, a Igreja Ortodoxa Autônoma Ucraniana operou no território da Ucrânia. Foi com base na Igreja Ortodoxa Autônoma Ucraniana que o Patriarca Ticônio criou o Exarcado Ucraniano em 1921. Durante os anos de guerra, a Igreja Ortodoxa Autônoma Ucraniana era de fato o mesmo Exarcado Ucraniano, que mudou sua estrutura administrativa e status devido a circunstâncias dramaticamente alteradas.
Sob as dioceses, durante toda a existência do Exarcado, mais de 60 vicariatos foram fundados sob as dioceses. A maioria deles não durou muito, principalmente nas décadas de 1920-1930.

### Lista de dioceses
- Kiev (metrópole) - Kiev, Região de Kiev e Região de Cherkasi
- Vinnitsa
- Volyn
- Dnepropetrovsk
- Donetsk
- Drohobichskaia (1946-1959)
- Zhitomir
- Ivano-Frankivsk
- Izmail (1945-1955)
- Kirovogradskaia
- Lviv
- Mukachevskaia
- Odessa
- Podolskaia
- Poltava
- Rivne (Ostrozhskaia)
- Simferopol (Crimeia)
- Sumi
- Ternopil
- Carcóvia
- Kherson
- Khmelnytski
- Chernihiv
- Chernivtsi
- Luhansk
- Severo-Donetsk e Starobelsk